# Орсон Бін
Орсон Бін (англ. Orson Bean), уроджений Даллас Фредерік Барроуз (англ. Dallas Frederick Burrows), (22 липня 1928 , Берлінґтон, Вермонт  — 7 лютого 2020 , Веніс, Каліфорнія ) — американський актор, комік та продюсер.

## Біографія
Народився в Берлінгтоні, штат Вермонт, в 1928 році в родині Меріан Ейнсворт (уродженої Поллард) та Джорджа Фредеріка Берроуза. У 16 років він пішов з дому, після того, як його мати наклала на себе руки. У 1946 році Барроуз закінчив технічну школу Ріндж в Кембриджі, штат Массачусетс, після чого вступив до лав армії США і рік служив у Японії. Після армії він деякий час працював фокусником, а потім почав кар'єру як стендап-комік, взявши незабаром собі сценічне ім'я Орсон Бін. У наступні роки він був ведучим у комедійному радіо-шоу, а також часто виступав у нью-йоркському комедійному клубі Blue Angel.

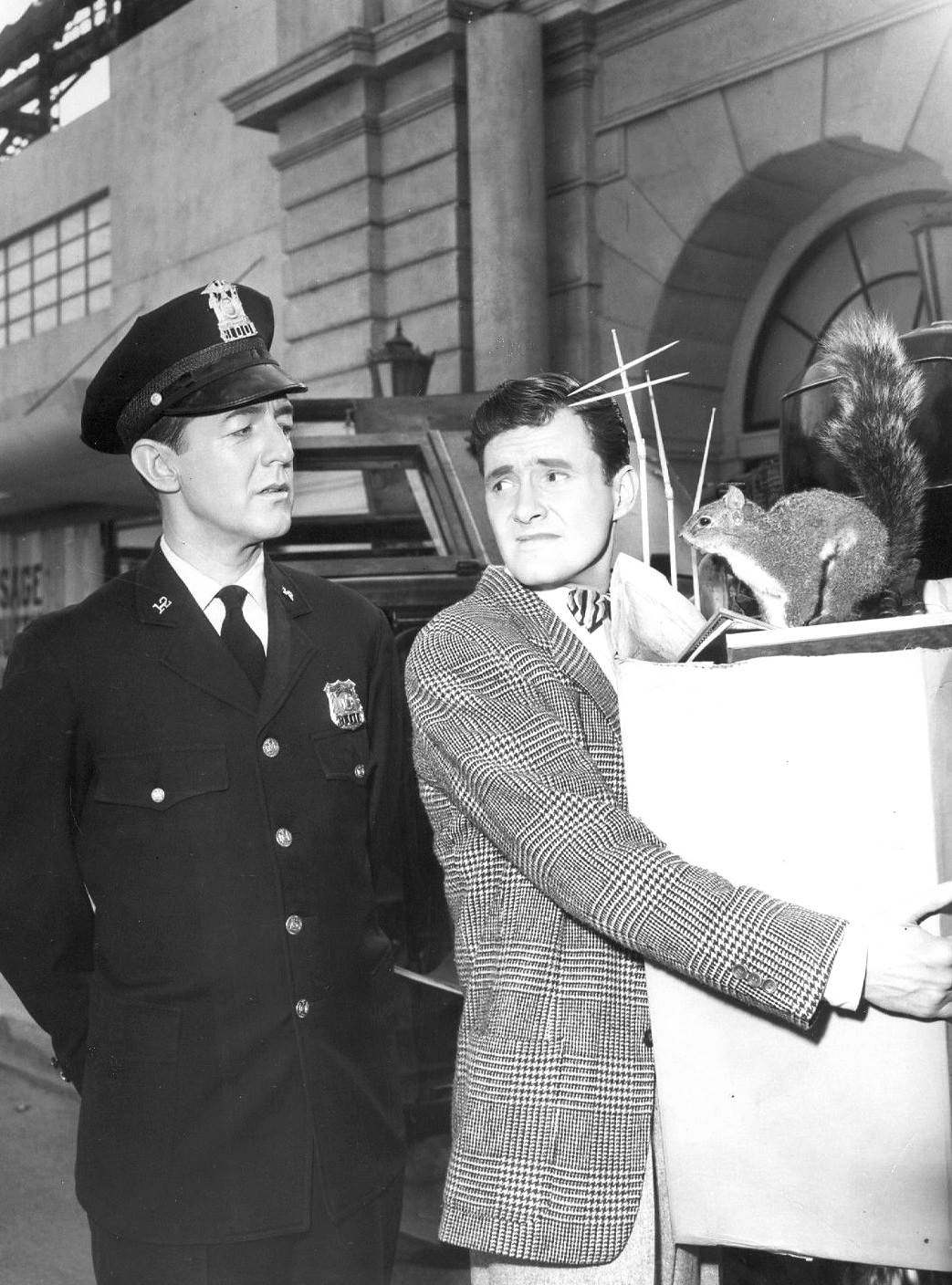
Орсон Бін у телесеріалі Сутінкова зона. 1960 рік.

На початку 1950-х Бін потрапив до чорного списку Голлівуду за відвідування зборів комуністичної парті, проте вже через рік знову продовжив свою кар'єру. У 1950-і і 1960-і роки він багато грав на театральній сцені, включаючи низку бродвейських постановок, ставши лауреатом премії Obie і номінантом на Тоні.
У той же час стартувала його кар'єра на телебаченні, де Бін виконав безліч ролей у таких телесеріалах як Сутінкова зона, Човен кохання, Вона написала вбивство, Доктор Квін: Жінка-лікар, Діагноз: Вбивство, Еллі Макбіл, Вілл і Грейс, Відчайдушні домогосподарки і Як я зустрів вашу маму. Крім цього Бін був частим гостем у різних телешоу, серед яких Говори правду та The Tonight Show. На великому екрані актор з'являвся не часто, виконавши свої найпомітніші ролі у фільмах Внутрішній простір (1987), Бути Джоном Малковичем (1999) та Праведник 2 (2018).

### Загибель
7 лютого 2020 року 91-річний актор загинув у районі Веніс у Лос-Анджелесі, будучи збитим на переході одразу двома автомобілями. Один з них зачепив Біна, через що той упав, а потім він потрапив під колеса другого.

## Особисте життя
Орсон Бін тричі був одружений. У першому шлюбі з актрисою Жаклін де Сібур у нього народилася дочка Мішель, а друга дружина актриса і модельєр Керолайн Максвелл стала матір'ю його трьох дітей Макса, Сюзанни і Єзекіїля. Його третьою дружиною стала актриса Еллі Міллз, яка була молодшою за нього на 23 роки.